# Lesbarkeit
Die Lesbarkeit ist, neben der Leserlichkeit, der inhaltlichen Struktur und dem Aufbau von Texten eines von mehreren Kriterien für die Textverständlichkeit. Sie beruht auf der sprachlichen Gestaltung (u. a.: Wort- und Satzkomplexität, Wortschatz) und ist damit eines der Kriterien dafür, wie einfach sich ein Text lesen, verstehen und nachvollziehen lässt. Oft wird „Lesbarkeit“ auch mit „Verständlichkeit“ gleichgesetzt.
Vor dieser sprachlichen Komponente der Texterfassung kommt die Ebene der optischen Erfassung des Textes, also der Buchstaben und Wörter. Diese wird oft als Leserlichkeit von der Lesbarkeit abgegrenzt; als Grundsatz gilt: „Für die Lesbarkeit ist der Verfasser verantwortlich, für die Leserlichkeit derjenige, der es von Hand geschrieben hat, bzw. der Schriftsetzer“. 
Der Leseprozess wird allerdings außer von der Lesbarkeit bzw. Verständlichkeit auch von Kriterien beeinflusst, die nicht auf Seiten des Textes selbst liegen, sondern auf Seiten des Lesers, so die Sprachfähigkeiten, die thematischen (Fach-)Kenntnisse und Interessen des Lesers und seine Konzentration. Daher kann ein und derselbe Text für jemanden völlig unverständlich und für eine andere Person sehr leicht nachvollziehbar sein.

## Lesbarkeits- bzw. Verständlichkeitskriterien

### Erkennbarkeit – Typografie
Die Erkennbarkeit eines Textes wird durch sein Medium (Papier oder Bildschirm) und die Darstellung bestimmt. Die Leserlichkeit eines Textes wird beispielsweise durch die verwendete Schrift, Schriftgröße und -farbe, Buchstaben- und Wortzwischenräume, Zeilenlänge und Zeilenabstand oder Worttrennungen beeinflusst. Sie lässt sich unter anderem dadurch messen, in welcher Geschwindigkeit ein Text gelesen werden kann. Dabei spielt die Erkenn- und Unterscheidbarkeit der einzelnen Zeichen eine entscheidende Rolle.
Leider gibt es kaum wissenschaftliche Untersuchungen zu diesem Thema, es haben sich aber in der langen Geschichte der Typografie einige durch Erfahrungswerte oder Tradition geprägte Regeln herausgebildet, die heute große Anerkennung genießen.
Bei Fließtexten gelten Serifenschriftarten als besser lesbar. Eine Ausnahme sollen hier Leseanfänger darstellen, von denen gesagt wird, dass sie durch Serifen irritiert werden können. Daneben gibt es einen Zusammenhang zwischen Schriftgröße und Schriftfamilie: Sehr große Typen, wie sie in Überschriften, Reklametafeln usw. verwendet werden, sind üblicherweise serifenlos, bei Fließtext normaler Größe wählt man zumeist Serifenschriften. Sehr kleine Schriften wiederum kann man der gängigen typografischen Lehre nach besser entziffern, wenn die Serifen entfallen.
Sonderfälle sind Schriften für elektronische Displays und Bildschirme mit relativ groben Pixel-Rastern: Hier müssen die Typen zu Gunsten der Lesbarkeit für das vorgesehene Medium optimiert werden, was bei sehr kleinen Serifenschriften kaum möglich ist. Aus diesem Grunde empfiehlt das Bundesamt für Sicherheit in der Informationstechnik (BSI), für barrierefreie Webseiten serifenlose Schriften zu verwenden.
Wenn bei der typografischen Gestaltung von Publikationen der eigentliche Text noch nicht vorliegt, kann die Lesbarkeit des allgemeinen Layouts auch mit Hilfe von Blindtext beurteilt werden.

### Lesbarkeit – Satzbau und Sprachstil
Auf die Lesbarkeit und damit auch auf die Verständlichkeit insgesamt haben unter anderem die mittlere Wortlänge (Anzahl der Silben pro Wort), Satzlänge (Anzahl der Worte pro Satz), die Satzteilstellung sowie der Anteil an seltenen Wörtern und Fremdwörtern starken Einfluss.
Für englische Texte, später auch für andere Sprachen, wurden verschiedene Formeln zur Bestimmung der Lesbarkeit (Lesbarkeitsindex) vorgeschlagen, bei denen z. B. Silben und Satzlängen gezählt werden. Der errechnete Wert drückt z. B. das Alter oder die Klassenstufe aus, ab der ein Kind den Text verstehen sollte, oder ist einfach nur eine Kennzahl, die verschiedene Texte mehr oder weniger vergleichbar machen soll.
Außerdem spielen Art der Darstellung, logische Gedankenführung, Ausdruck – aber auch die Vorkenntnisse des Lesers – eine Rolle.

### Nachvollziehbarkeit – Komplexität
Die Nachvollziehbarkeit eines Textes bezieht sich darauf, wie schnell sich seine Aussage für den Leser in ihrer Bedeutung erschließt.

## Lesbarkeit und Fehler
Fehler reduzieren die Lesbarkeit. Dies gilt für unterschiedliche Fehlerarten, wie Rechtschreib- und Grammatikfehler oder inhaltliche Fehler. Dank der Redundanz des Texts können sie jedoch oft beim Lesen kompensiert werden. Das kann so weit gehen, dass ein Text genau genommen das Gegenteil dessen aussagt, was er bedeutet (zum Beispiel durch falsche Anwendung der Negation), aber trotzdem richtig verstanden wird. Durch häufige Fehler kann neben der Lesegeschwindigkeit auch die Aufnahmebereitschaft und Aufmerksamkeit für einen Text reduziert werden. Mehrdeutige Texte können leicht zur Fehlinterpretation führen. Mehrdeutigkeit kann zum Beispiel auch durch Fehlen oder falsche Anwendung von Satzzeichen entstehen.

## Rechtschreibreform von 1996
Das Ziel der Reform der deutschen Rechtschreibung von 1996 war, das Schreiben zu erleichtern bzw. die Fehlerrate zu senken, nicht jedoch, das Lesen und das Verständnis von Texten zu erleichtern. Nach einhelliger Meinung (siehe Abschnitt Verfahren zur Steigerung der Lesbarkeit) führt insbesondere die liberalisierte Kommasetzung zu erschwerter Lesbarkeit von Sätzen oder nachweislich sogar zu missverständlichen bzw. erst im weiteren Kontext verständlichen Texten. Ähnliches gilt für die Groß- und Kleinschreibung sowie die Getrennt- und Zusammenschreibung und die Legalisierung der sogenannten Volksetymologie: Durch nun gleiche Schreibung unterschiedlicher Begriffe können in einigen Fällen Bedeutungsunterschiede unsichtbar bzw. erst beim weiteren Lesen aus dem Textkontext ersichtlich werden.
Zu anderen Inhalten der Reform, so z. B. der Heyseschen statt der Adelungschen Eszett-Schreibung oder dem Eindeutschen von Fremdwörtern, gibt es unterschiedliche Meinungen bzw. keine objektiven Aussagen.

## Verfahren zur Steigerung der Lesbarkeit
Im Journalismus wird seit 2005 das Readerscan-Verfahren eingesetzt, um die Lesbarkeit von Print-Texten zu erhöhen. Das Verfahren erlaubt es, zeilengenau nachzuweisen, wo eine repräsentativ ausgewählte Leserschaft aus den angelesenen Artikeln in Zeitungen und Zeitschriften ausgestiegen ist. Das Verfahren bietet damit eine empirische Grundlage, um die Lesbarkeit von publizierten Texten zu beurteilen. Durch Vergleich der Ausstiegsstellen mit den Kriterien der Verständlichkeit lässt sich das Ausstiegsverhalten der Leserschaft erklären. In der Softwaretechnik wird die Lesbarkeit mittels Regeln zur Formulierung und Formatierung von Quelltexten und deren Dokumentation erhöht, um ihre Wartbarkeit zu gewährleisten.
Praktische Anweisungen auch für Journalisten, die sich zum Teil auf die Erkenntnisse der Lesbarkeitsforschung stützen, gibt schon seit langem Wolf Schneider.